# コタ・バトゥ郡
コタ・バトゥ郡（コタ・バトゥぐん、Kota Batu）はブルネイ・ダルサラーム国ブルネイ・ムアラ地区にある郡。ブルネイ・ムアラ地区の南東部にあり、東はブルネイ湾に面し、マレーシア・サラワク州リンバンのリンパク・ピナン島（Pulau Limpaku Pinang）と相対する。北はメンティリ郡、南はルマパス郡（Mukim Lumapas）、西はルマパス郡、キアンゲ郡、カンポン・アイール諸郡と接する。ブルネイの首都・バンダルスリブガワンの市域拡張により、郡内の一部がバンダルスリブガワン市内に包摂されている。ブルネイの国立博物館であるブルネイ博物館とマレー技術博物館は、コタ・バトゥ郡のコタ・バトゥ村にある。
コタ・バトゥ郡はキアンゲ郡、ルマパス郡、カンポン・アイール方面から流れてくるブルネイ川によって分かたれている。川にはコタ・バトゥ郡に属するベランバン島（Pulau Berambang）が浮かんでおり、川はブルネイ湾に注ぐ。また、ブルネイ湾にもコタ・バトゥ郡に属す島がいくつか存在する。

## 村
コタ・バトゥ郡には以下の村がある。
- コタ・バトゥ村（Kota Batu）
- スボック村（Subok）
- スンガイ・ブンガ村（Sungai Bunga）
- スンガイ・ベサール村（Sungai Besar）
- スンガイ・マタン村（Sungai Matan）
- スンガイ・ランパイ村（Sungai Lampai）
- セラダン/スンガイ・ベルクット村（Serdang/Sungai Belukut）
- ダトゥ・ガンディ村（Datu Gandi）
- ピントゥ・マリム村（Pintu Malim） - かつてコタ・バトゥ村が含まれていた
- ブアン・ケパヤン村（Buang Kepayang）
- プダック村（Kampong Pudak）
- プラウ・バルバル村（Pulau Baru-Baru）
- ペランバヤン村（Pelambayan）
- ベランバン村（Berambang）
- ベリンビン村（Belimbing）
- メヌンゴル村（Menunggol）
- リオン村（Riong）
- ペルピンダハン・タンジョン・セマスタ（Perpindahan Tanjong Semasta）

## 島
コタ・バトゥ郡には以下の島がある。
- カインガラン島（Kaingaran）
- シブンゴル島（Sibungor）
- チェルミン島（Chermin）
- バルバル島（Baru-Baru）
- ペパタン島（Pepatan）
- ベランバン島（Berambang）
- ベルブヌット島（Berbunut）